# Stigmella chaenomelae
Stigmella chaenomelae là một loài bướm đêm thuộc họ Nepticulidae. Nó là loài duy nhất được tìm thấy ở Honshu in Nhật Bản.
Ấu trùng ăn Chaenomeles japonica. Chúng ăn lá nơi chúng làm tổ.